# Lucas Dussoulier
Lucas Dussoulier, född 27 juli 1996 i Libourne, är en fransk basketspelare.
Lucas Dussoulier deltog vid olympiska sommarspelen 2024 och var en del av Frankrikes lag som tog silver efter att ha förlorat finalen mot Nederländerna efter förlängning.